# Cheshmeh-ye Pāpī
Cheshmeh-ye Pāpī (persiska: Cheshmeh-ye Pā’ī, چشمه پایی, چشمه پاپی) är en ort i Iran.   Den ligger i provinsen Lorestan, i den västra delen av landet, 400 km sydväst om huvudstaden Teheran. Cheshmeh-ye Pāpī ligger 1 453 meter över havet och antalet invånare är 263.
Terrängen runt Cheshmeh-ye Pāpī är lite bergig. Runt Cheshmeh-ye Pāpī är det ganska tätbefolkat, med 72 invånare per kvadratkilometer. Närmaste större samhälle är Khorramābād, 12,9 km väster om Cheshmeh-ye Pāpī. Trakten runt Cheshmeh-ye Pāpī består i huvudsak av gräsmarker.